# Atrani
Atrani és un municipi italià a la província de Salern, Campània, a la Costa Amalfitana que és reconeguda com a Patrimoni de la Humanitat per la UNESCO des de 1997. Compta amb una població de 789 habitants (2024).
Atrani conserva el seu caràcter antic de petit poblet de pescadors. Les primeres cases s'aboquen a la platja i s'agrupen al voltant de la plaça de l'església de San Salvatore. Altres edificacions se situen vall amunt ocupant els vessants rocosos.

## Origen
L'origen d'Atrani es incert, però recerques arqueològiques han conclòs que, a la vora, hi havia disposades diverses viles romanes al segle I aC., que restaren en el temps recobertes pels materials dispersats per l'erupció del Vesubi l'any 79 dC. Al segle V dC, arran de les invasions bàrbares, molts romans buscaren refugi a la muntanya i a les costes més escarpades, on crearen assentaments permanents entre els quals hi hauria Atrani. El primer document on apareix Atrani és una carta del papa Gregori Magne al bisbe Pimenius datada l'any 596 dC.

## Etimologia
Alguns estudiosos proposen que el nom "Atrani" deriva del llatí Ater, Atra, Atrum = fosc, ombrívol, perquè el poble està encastat entre dues muntanyes. Altres apunten que deriva del Praedium de la Gens di atria = Possessió dels habitants d'Atria i també d'Atranes = poblament grec.

## Clima
Atrani manté una temperatura càlida i moderada, amb pluges més importants durant l'hivern que a l'estiu. La classificació del clima de Köppen-Geiger és Csa amb una temperatura mitjana anual de 15.8 °C i precipitació mitjana anual que s'aproxima a 1.143 mm. El màxim anual d'humitat relativa es produeix al mes de maig amb un 76.26 %, amb poca diferència amb el mes més sec que és l'agost amb 70.26 %) atenent l'influència marítima.

## Geografia
Atrani té una superfície de 0,1206 km² i és el municipi més petit d'Itàlia, amb la densitat de població més alta de la província de Salern, 6.617 habitants/km2.
Atrani, 700m a l'est d'Amalfi, resta enclavat entre els vessants escarpats de les muntanyes Civita, a l'est, i Aureo, a l'oest, i s'estén al llarg de la vall del riu Dragone. L'espai urbà ocupa gairebé la totalitat del territori del petit municipi.